# Allsvenskan 2020
De Allsvenskan 2020 was het 96ste seizoen in de hoogste afdeling van het Zweedse voetbal, die werd opgericht in 1924. Het seizoen begon op 14 juni en eindigde op zondag 6 december 2020.
Malmö FF onttroonde Djurgården als kampioen. Voor de ploeg onder leiding van trainer-coach Jon Dahl Tomasson was het de 21ste landstitel in de historie. Malmö stelde de titel veilig tijdens de 27ste speelronde. Tegen IK Sirius FK won de ploeg met 4-0. Isaac Kiese Thelin, Anders Christiansen, Ola Toivonen en Erik Larsson zorgden voor de doelpunten.
Helsingborgs IF en Falkenbergs FF degradeerden rechtstreeks. Hun plekken worden volgend seizoen ingenomen door Halmstads BK en Degerfors IF. Kalmar FF handhaafde zich na het spelen van play-offs om lijfsbehoud. Over twee wedstrijden was die ploeg te sterk voor Jönköpings Södra IF, de nummer drie van de Superettan.
In de 240 gespeelde wedstrijden in de Allsvenskan werd in totaal 647 keer gescoord, goed voor een gemiddelde van 2,70 doelpunt per wedstrijd. De topscorerstitel ging dit seizoen naar Christoffer Nyman van IFK Norrköping. Hij scoorde achttien keer.

## Eindstand
| №  | Club            | WG | W  | G  | V  | DV | DT | +/– | Punten |
| -- | --------------- | -- | -- | -- | -- | -- | -- | --- | ------ |
| 1  | Malmö FF        | 30 | 17 | 9  | 4  | 64 | 30 | +34 | 60     |
| 2  | IF Elfsborg     | 30 | 12 | 15 | 3  | 49 | 38 | +11 | 51     |
| 3  | BK Häcken       | 30 | 12 | 13 | 5  | 45 | 29 | +16 | 49     |
| 4  | Djurgården      | 30 | 14 | 6  | 10 | 48 | 33 | +15 | 48     |
| 5  | Mjällby AIF     | 30 | 13 | 8  | 9  | 48 | 44 | +4  | 47     |
| 6  | IFK Norrköping  | 30 | 13 | 7  | 10 | 60 | 46 | +14 | 46     |
| 7  | Örebro SK       | 30 | 12 | 6  | 12 | 37 | 41 | –4  | 42     |
| 8  | Hammarby IF     | 30 | 10 | 11 | 9  | 47 | 47 | 0   | 41     |
| 9  | AIK             | 30 | 10 | 9  | 11 | 30 | 33 | –3  | 39     |
| 10 | IK Sirius FK    | 30 | 9  | 11 | 10 | 43 | 51 | –8  | 38     |
| 11 | Varbergs BoIS   | 30 | 10 | 7  | 13 | 45 | 44 | +1  | 37     |
| 12 | IFK Göteborg    | 30 | 7  | 13 | 10 | 35 | 41 | –6  | 34     |
| 13 | Östersunds FK   | 30 | 8  | 9  | 13 | 27 | 46 | –19 | 33     |
| 14 | Kalmar FF       | 30 | 6  | 10 | 14 | 30 | 49 | –19 | 28     |
| 15 | Helsingborgs IF | 30 | 5  | 11 | 14 | 33 | 48 | –15 | 26     |
| 16 | Falkenbergs FF  | 30 | 5  | 9  | 16 | 33 | 54 | –21 | 24     |

- Landskampioen Malmö FF plaatst zich voor de UEFA Champions League 2020/21  (tweede kwalificatieronde).
- IF Elfsborg en BK Häcken plaatsen zich voor de voorronde van de UEFA Europa League 2020/21.
- Helsingborgs IF en Falkenbergs FF degraderen rechtstreeks naar Superettan.
- Halmstads BK en Degerfors IF promoveren naar de Allsvenskan.
- Kalmar FF handhaafde zich na het spelen van play-offs om promotie/degradatie tegen Jönköpings Södra IF, de nummer drie uit de Superettan.

## Play-offs

### Promotie/degradatie
|                      |                     |     |                                              |                                                               |
| 9 december 18:00 uur | Jönköpings Södra IF | 1-3 | Kalmar FF                                    | Stadsparksvallen, Jönköping Scheidsrechter: Mohammed Al-Hakim |
| 9 december 18:00 uur | 3' Rodeblad Lowe    |     | Rodeblad Lowe 11' (e.d.) Ring 19' Herrem 55' | Stadsparksvallen, Jönköping Scheidsrechter: Mohammed Al-Hakim |

|                       |             |     |                     |                                                       |
| 13 december 13.00 uur | Kalmar FF   | 1-0 | Jönköpings Södra IF | Guldfågeln Arena, Kalmar Scheidsrechter: Glenn Nyberg |
| 13 december 13.00 uur | 81' Fröling |     |                     | Guldfågeln Arena, Kalmar Scheidsrechter: Glenn Nyberg |

## Statistieken

### Topscorers
- In onderstaand overzicht zijn alleen de spelers opgenomen met tien of meer treffers achter hun naam.

| №  | Speler                    | Club            | Goals | Pen. | Duels | Gem  |
| -- | ------------------------- | --------------- | ----- | ---- | ----- | ---- |
| 1  | Christoffer Nyman         | IFK Norrköping  | 18    | 4    | 28    | 0,64 |
| 2  | Astrit Selmani            | Varbergs BoIS   | 15    | 5    | 24    | 0,63 |
| 3  | Isaac Kiese Thelin        | Malmö FF        | 14    | 1    | 25    | 0,56 |
| 4  | Moses Orwohicho Ogbu      | Mjällby AIF     | 14    | 3    | 25    | 0,56 |
| 5  | Anders Christiansen       | Malmö FF        | 13    | 3    | 23    | 0,57 |
| 6  | Aron Johannsson           | Hammarby IF     | 12    | 4    | 22    | 0,55 |
| 7  | Stefano Holmquist Vecchia | IK Sirius FK    | 12    | 2    | 26    | 0,46 |
| 8  | Nahir Besara              | Örebro SK       | 12    | 4    | 29    | 0,41 |
| 9  | Jesper Karlsson           | IF Elfsborg     | 11    | 3    | 22    | 0,50 |
| 10 | Fredrik Ulvestad          | Djurgården      | 11    | 6    | 27    | 0,41 |
| 11 | Anthony van den Hurk      | Helsingborgs IF | 11    | 3    | 27    | 0,41 |
| 12 | Per Frick                 | IF Elfsborg     | 10    | 4    | 28    | 0,36 |

### Assists
- In onderstaand overzicht zijn alleen de spelers opgenomen met acht of meer assists achter hun naam.

| № | Speler                    | Club           | Assists | Duels | Gem  |
| - | ------------------------- | -------------- | ------- | ----- | ---- |
| 1 | Gustav Ludwigson          | Hammarby IF    | 11      | 28    | 0,39 |
| 2 | Sead Haksabanovic         | IFK Norrköping | 11      | 29    | 0,38 |
| 3 | Alexander Kacaniklic      | Hammarby IF    | 9       | 22    | 0,41 |
| 4 | Ísak Bergmann Jóhannesson | IFK Norrköping | 9       | 28    | 0,32 |
| 5 | Johan Larsson             | IF Elfsborg    | 8       | 28    | 0,29 |

### Meeste speelminuten
| Naam            | Club           | Duels | Min.  | Werd in het veld gebracht | Werd van het veld gehaald |
| --------------- | -------------- | ----- | ----- | ------------------------- | ------------------------- |
| Axel Björnström | IK Sirius FK   | 30    | 2.700 | 0                         | 0                         |
| Isak Petterson  | IFK Norrköping | 30    | 2.700 | 0                         | 0                         |
| Oscar Jansson   | Örebro SK      | 30    | 2.700 | 0                         | 0                         |
| Giannis Anestis | IFK Göteborg   | 30    | 2.700 | 0                         | 0                         |
| Joona Toivio    | BK Häcken      | 30    | 2.700 | 0                         | 0                         |

### Scheidsrechters
| Naam                 | Duels | Kreeg geel | Weggestuurd | Strafschoppen |
| -------------------- | ----- | ---------- | ----------- | ------------- |
| Mohammed Al-Hakim    | 27    | 99         | 1           | 2             |
| Glenn Nyberg         | 26    | 90         | 5           | 2             |
| Kaspar Sjöberg       | 25    | 79         | 4           | 6             |
| Kristoffer Karlsson  | 25    | 111        | 7           | 9             |
| Victor Wolf          | 24    | 82         | 3           | 4             |
| Adam Ladebäck        | 24    | 98         | 2           | 9             |
| Fredrik Klitte       | 23    | 91         | 3           | 8             |
| Andreas Ekberg       | 22    | 83         | 3           | 6             |
| Bojan Pandzic        | 22    | 93         | 1           | 7             |
| Granit Maqedonci     | 13    | 45         | 1           | 4             |
| Per Melin            | 8     | 32         | 0           | 2             |
| Martin Strömbergsson | 1     | 2          | 0           | 0             |
| Totaal               | 240   | 904        | 30          | 59            |

### Nederlanders
Onderstaande Nederlandse voetballers kwamen in het seizoen 2020 uit in de Allsvenskan.
| Naam                 | Club            | Duels | Goals |
| -------------------- | --------------- | ----- | ----- |
| Rewan Amin           | Östersunds FK   | 15    | 1     |
| Anthony van den Hurk | Helsingborgs IF | 27    | 11    |
| Sander van Looy      | Falkenbergs FF  | 18    | 0     |

## Kampioensteam Malmö FF
Bijgaand een overzicht van de spelers van Malmö FF, die in het seizoen 2020 onder leiding van trainer-coach Jon Dahl Tomasson voor de 21ste keer de titel opeisten in de hoogste afdeling van het Zweedse voetbal. 
| Naam                   | Wedstrijden | Doelpunten | Assist | Gele kaart | Rode kaart |        |
| Keeper                 | Keeper      | Keeper     | Keeper | Keeper     | Keeper     | Keeper |
| ---------------------- | ----------- | ---------- | ------ | ---------- | ---------- | ------ |
| Dusan Melichárek       | 0           | 0          | 0      | 0          | 0          |        |
| Mathias Nilsson        | 0           | 0          | 0      | 0          | 0          |        |
| Johan Dahlin           | 14          | 0          | 0      | 0          | 0          |        |
| Marko Johansson        | 16          | 0          | 0      | 0          | 0          |        |
| Verdedigers            |             |            |        |            |            |        |
| Erik Larsson           | 30          | 3          | 4      | 3          | 0          |        |
| Jonas Knudsen          | 30          | 0          | 3      | 1          | 0          |        |
| Behrang Safari         | 13          | 0          | 0      | 1          | 0          |        |
| Felix Beijmo           | 3           | 0          | 0      | 1          | 0          |        |
| Anel Ahmedhodzic       | 29          | 2          | 1      | 4          | 0          |        |
| Rasmus Bengtsson       | 2           | 0          | 0      | 0          | 0          |        |
| Lasse Nielsen          | 15          | 1          | 0      | 6          | 0          |        |
| Franz Brorsson         | 13          | 2          | 0      | 5          | 0          |        |
| Linus Borgström        | 0           | 0          | 0      | 0          | 0          |        |
| Middenvelders          |             |            |        |            |            |        |
| Søren Rieks            | 25          | 5          | 4      | 1          | 0          |        |
| Oscar Lewicki          | 23          | 0          | 0      | 1          | 0          |        |
| Arnór Ingvi Traustason | 20          | 1          | 1      | 4          | 0          |        |
| Anders Christiansen    | 23          | 13         | 3      | 8          | 1          |        |
| Erdal Rakip            | 26          | 1          | 5      | 2          | 0          |        |
| Bonke Innocent         | 16          | 0          | 0      | 3          | 0          |        |
| Adi Nalic              | 20          | 2          | 1      | 3          | 0          |        |
| Samuel Adrian          | 1           | 0          | 0      | 0          | 0          |        |
| Fouad Bachirou         | 12          | 0          | 1      | 0          | 0          |        |
| Aanvallers             |             |            |        |            |            |        |
| Isaac Kiese Thelin     | 25          | 14         | 3      | 1          | 1          |        |
| Ola Toivonen           | 21          | 8          | 6      | 3          | 0          |        |
| Jo Inge Berget         | 23          | 6          | 7      | 5          | 0          |        |
| Amin Sarr              | 16          | 1          | 1      | 0          | 0          |        |
| Guillermo Molins       | 10          | 1          | 1      | 0          | 0          |        |
| Marcus Antonsson       | 8           | 1          | 2      | 0          | 0          |        |
| Tim Prica              | 4           | 0          | 1      | 0          | 0          |        |